# Фогт, Рихард
Ри́хард Фогт (нем. Richard Vogt; 26 января 1913, Гамбург — 13 июля 1988, там же) — немецкий боксёр полутяжёлой весовой категории. Во второй половине 1930-х годов выступал за сборную Германии: серебряный призёр летних Олимпийских игр в Берлине, участник многих международных турниров и матчевых встреч. В период 1938—1952 боксировал на профессиональном уровне, неоднократно владел титулом чемпиона Германии, был претендентом на титул чемпиона ЕБС.

## Биография
Рихард Фогт родился 26 января 1913 года в Гамбурге. Активно заниматься боксом начал в раннем детстве, проходил подготовку в местном боксёрском клубе «Спортсман». Благодаря череде удачных выступлений удостоился права защищать честь страны на летних Олимпийских играх 1936 года в Берлине — сумел дойти здесь до финала полутяжёлой весовой категории, но в решающем матче проиграл французу Роже Мишело. Получив серебряную олимпийскую медаль, продолжил выходить на ринг в составе национальной команды Германии, участвовал в матчевых встречах со сборными Ирландии, Италии, Англии, Польши и Швеции.
В 1938 году Фогт решил попробовать себя среди профессионалов и покинул сборную. В течение трёх последующих лет провёл множество удачных поединков, в 1941 году боролся за титул чемпиона Германии, однако действующий чемпион Хайнц Зайдлер в восьмом раунде отправил его в нокаут. Вскоре между ними состоялся матч-реванш, и на сей раз лучше выглядел Фогт, одержав победу техническим нокаутом в девятом раунде. В апреле 1942 года немецкому боксёру представился шанс побороться за вакантный титул чемпиона Европейского боксёрского союза в полутяжёлом весе, но единогласным решением судей он проиграл итальянцу Луиджи Музине. После ещё нескольких удачных матчей продолжилось противостояние с Зайдлером за звание чемпиона Германии. Третий бой между ними прошёл в сентябре 1944 года, и Фогт лишился титула. Тем не менее, в октябре 1946 года состоялся ещё один матч, и титул вновь оказался у Фогта.
Один из самых известных боёв в карьере Рихарда Фогта состоялся в октябре 1948 года, он вышел против бывшего чемпиона мира в тяжёлом весе Макса Шмелинга и при скоплении двадцати тысяч зрителей победил его по очкам в десяти раундах (в посвящённом чемпиону фильме его сыграл боксёр Артур Абрахам). Впоследствии продолжал выходить на ринг вплоть до 1952 года, несколько раз защитил титул национального чемпиона, однако с возрастом ему всё сложнее становилось укладываться в полутяжёлую весовую категорию, поэтому после пары поражений он принял решение покинуть ринг. Всего в профессиональном боксе Фогт провёл 72 боя, из них 55 окончил победой (в том числе 35 досрочно), 7 раз проиграл, в 10 случаях была зафиксирована ничья. Поздние годы жизни провёл на малой родине в Гамбурге, умер 13 июля 1988 года.